# San Diego Gulls
San Diego Gulls je profesionální americký klub ledního hokeje, který sídlí v kalifornském městě San Diego. Do AHL vstoupil v ročníku 2015/16 a hraje v Pacifické divizi v rámci Západní konference. Své domácí zápasy odehrává v hale Pechanga Arena s kapacitou 12 920 diváků. Klubové barvy jsou černá, oranžová, modrá a bílá.
Své domácí zápasy hrají „Rackové“ v tamní aréně Pechanga Arena. Klub nahradil v soutěži od ročníku 2015/16 Norfolk Admirals, stěhování zapříčinil vznik pacifické divize AHL. Celek je farmou týmu NHL Anaheim Ducks.
Premiérové utkání sehrál tým v domácím prostředí 10. října 2015 proti Grand Rapids Griffins před 12 920 diváky a vyhrál 4:2.
Název San Diego Gulls v minulosti používaly již tři kluby - první ve WHL (1966–74), druhý v IHL (1990–1995) a třetí v ECHL (1995–2006).

## Exil v sezoně 2020/21
Kvůli pandemii koronaviru odehraje celek sezonu 2020/21 v kalifornském Irvine.

## Umístění v jednotlivých sezonách
Stručný přehled
Zdroj:
- 2015– : American Hockey League (Pacifická divize)

Jednotlivé ročníky
Zdroj:<
Legenda: Z – zápasy, V – výhry, P – porážky, PP – porážky v prodloužení či na samostatné nájezdy, VG – vstřelené góly, OG – obdržené góly, B – body
| USA / Kanada (2015 – ) |                        |        |    |    |    |    |     |     |    |        |
| Sezóny                 | Liga                   | Úroveň | Z  | V  | PP | P  | VG  | OG  | B  | Pozice |
| 2015/16                | AHL (Pacifická divize) | 2      | 68 | 39 | 6  | 23 | 208 | 200 | 84 | 2.     |
| 2016/17                | AHL (Pacifická divize) | 2      | 68 | 43 | 5  | 20 | 221 | 178 | 91 | 2.     |
| 2017/18                | AHL (Pacifická divize) | 2      | 68 | 36 | 4  | 28 | 202 | 197 | 76 | 5.     |
| 2018/19                | AHL (Pacifická divize) | 2      | 68 | 36 | 8  | 24 | 239 | 221 | 80 | 3.     |
| 2019/20                | AHL (Pacifická divize) | 2      | 57 | 30 | 8  | 19 | 185 | 164 | 68 | 3.     |

### Play off
| Sezona  | 1. kolo                                    | 2. kolo                                    | Finále konference                          | Finále Calder Cupu                         |
| ------- | ------------------------------------------ | ------------------------------------------ | ------------------------------------------ | ------------------------------------------ |
| 2015/16 | postup, 3–1, Texas                         | porážka, 1-4, Ontario                      | —                                          | —                                          |
| 2016/17 | postup, 3–2, Ontario                       | porážka, 1–4, San Jose                     | —                                          | —                                          |
| 2017/18 | mužstvo se nekvalifikovalo                 | mužstvo se nekvalifikovalo                 | mužstvo se nekvalifikovalo                 | mužstvo se nekvalifikovalo                 |
| 2018/19 | postup, 3–1, San Jose                      | postup, 4–2, Bakersfield                   | porážka, 2-4, Chicago                      | —                                          |
| 2019/20 | sezona nedohrána kvůli pandemii koronaviru | sezona nedohrána kvůli pandemii koronaviru | sezona nedohrána kvůli pandemii koronaviru | sezona nedohrána kvůli pandemii koronaviru |

## Klubové rekordy

### Za sezonu
Góly: 32, Sam Carrick (2018/19)
Asistence: 45, Brandon Montour (2015/16)
Body: 61, Sam Carrick (2018/19)
Trestné minuty: 210, Stu Bickel (2015/16)
Čistá konta: 3, Reto Berra (2017/18)
Vychytaná vítězství: 24, Kevin Boyle (2018/19)
Odehrané zápasy: 68, Brandon Montour (2015/16)

### Celkové
Góly: 71, Sam Carrick
Asistence: 93, Corey Tropp
Body: 157, Corey Tropp
Trestné minuty: 405, Stu Bickel
Čistá konta: 3, Reto Berra
Vychytaná vítězství: 62, Kevin Boyle
Odehrané zápasy: 216, Jaycob Megna